# Canadese lynx
De Canadese lynx (Lynx canadensis) is een middelgrote katachtige die voorkomt in het noorden van Noord-Amerika. Het dier is stevig gebouwd met een korte staart, pluimen op de oren en bakkebaarden. De vacht is overwegend grijzig van kleur. Het dier is gespecialiseerd in de jacht op de Amerikaanse haas. Hij is nauw verwant aan de Euraziatische lynx en de pardellynx, en deze drie worden soms nog beschouwd als een soort met drie ondersoorten. De Canadese lynx komt voornamelijk voor in de dichte naaldwouden van Alaska, Canada en via de Rocky Mountains tot in Wyoming en Colorado. Vroeger kwam de soort ook voor in het oosten van de Verenigde Staten, maar daar is hij gedurende de twintigste eeuw nagenoeg uitgestorven. Enkel in New England bevindt zich nog een levensvatbare populatie. Verder zuidelijk leeft een ander lid van het geslacht, de rode lynx of bobcat. De oudste Canadese lynx in gevangenschap stierf op een leeftijd van ruim 26 jaar en in het wild kan het dier zo'n 16 jaar oud worden.

## Beschrijving

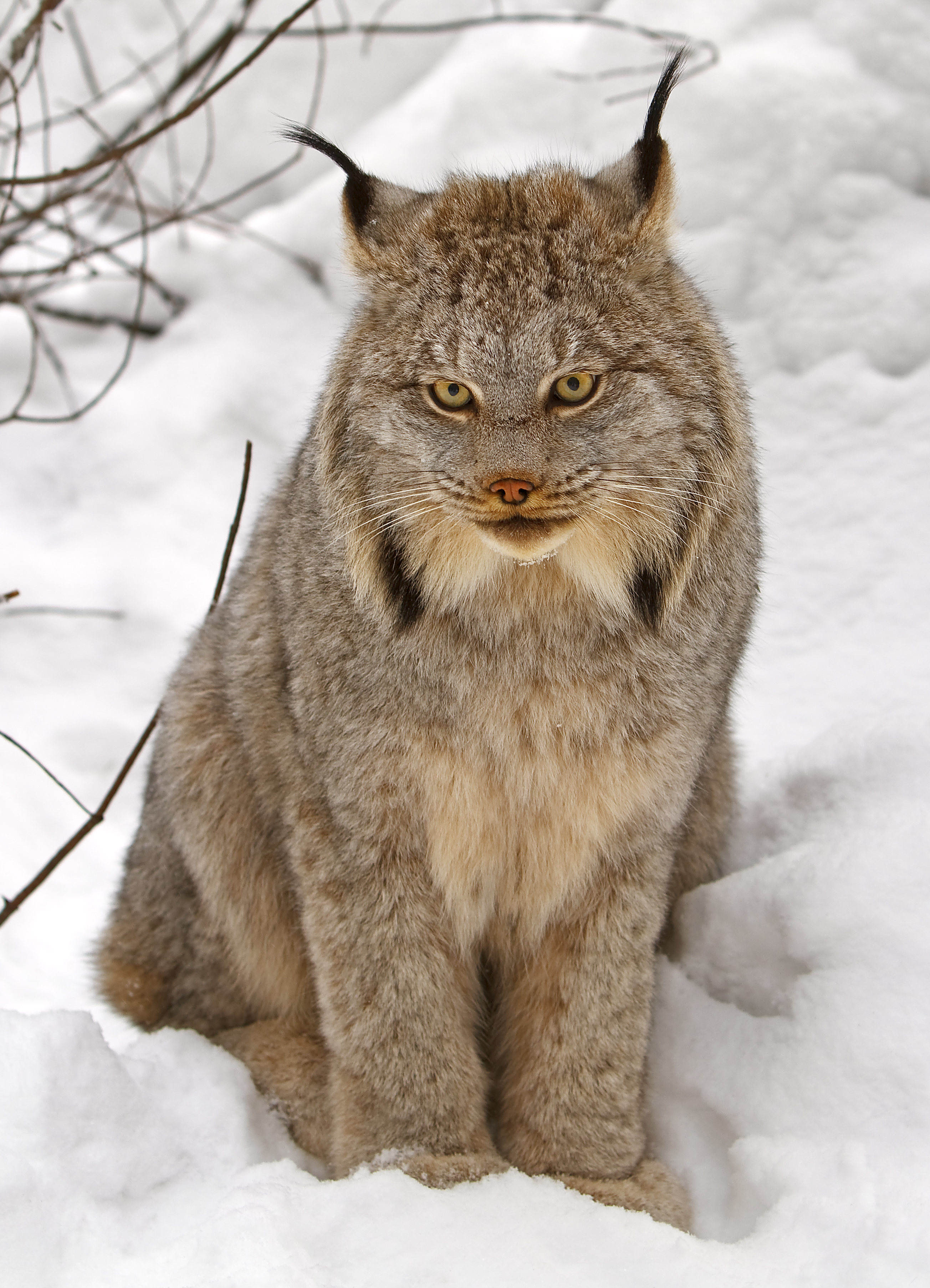
zittend van voren

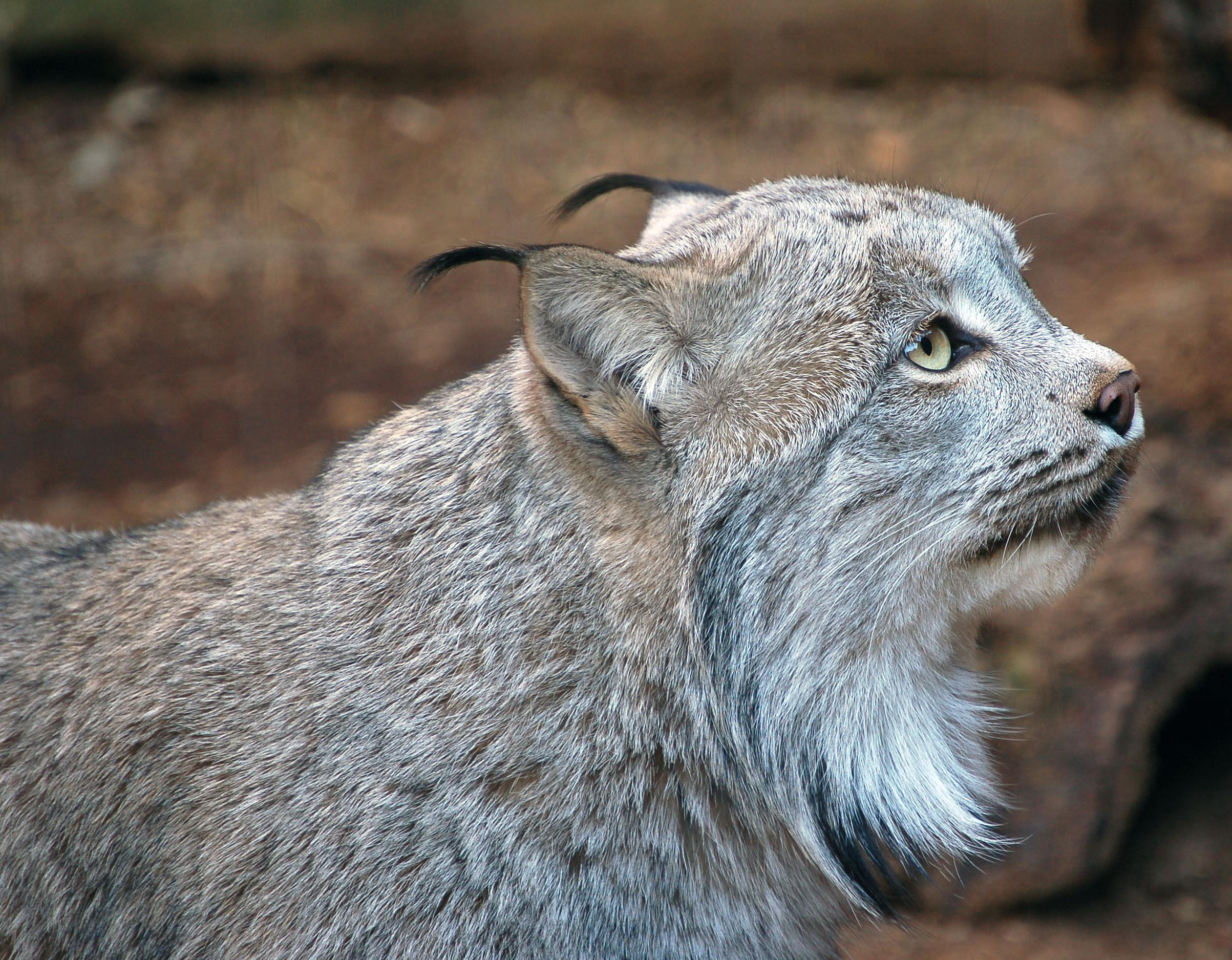
zijaanzicht kop

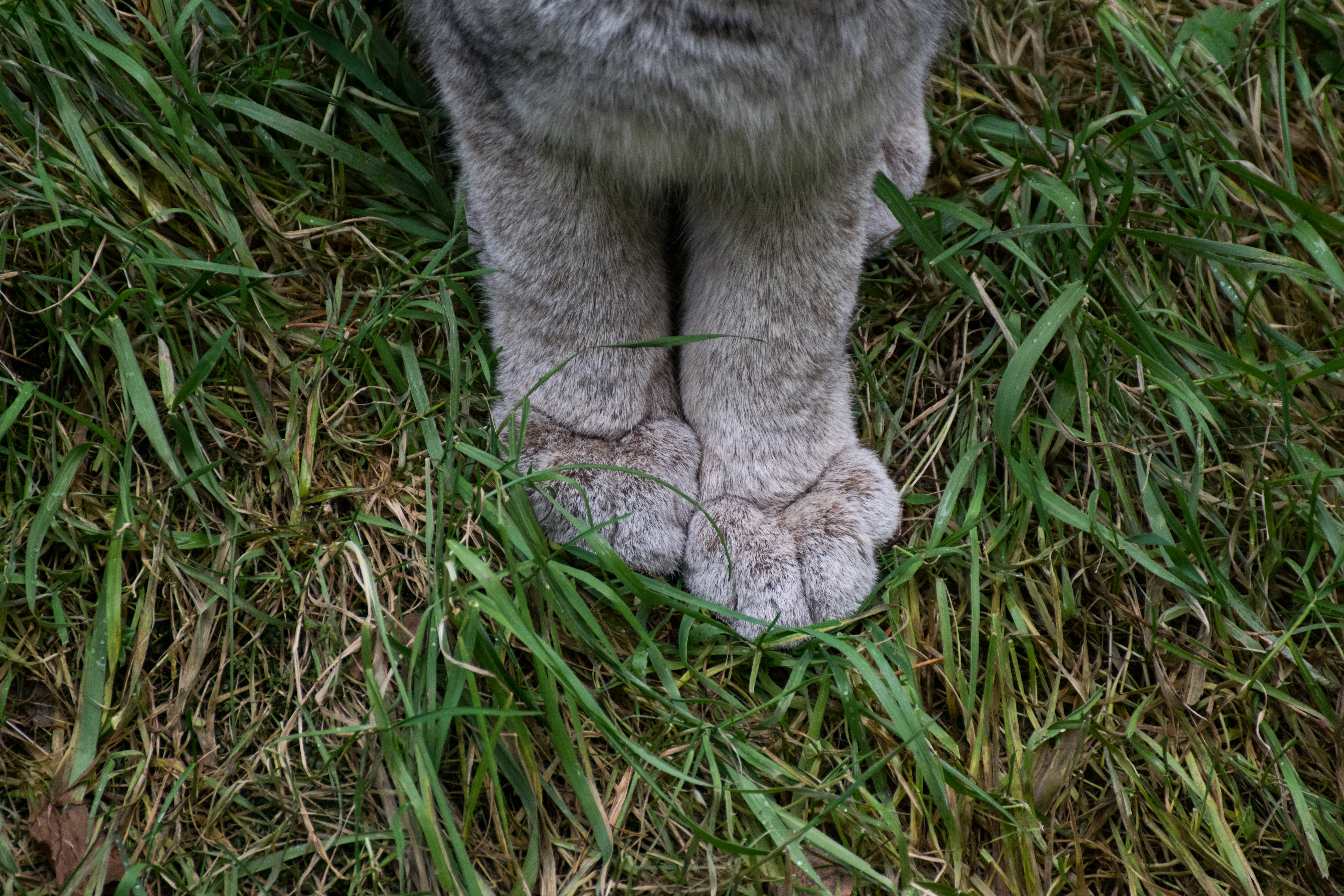
voorpoten

De Canadese lynx is een middelgrote, 6-14 kg zware, katachtige met een ronde kop, korte neus, lange, puntige oren, lange ledematen, grote voeten en korte staart. De vacht is grijs tot zilvergrijs, met een blauwachtige tint bij jonge dieren. De zomervacht is donkerder. Wit komt voor op oogleden, binnenkant van oren, kin, keel en rug. De buitenkant van de oren is bruin met een witte centrale vlek en de kraag is goed ontwikkeld. De Canadese lynx loopt op zijn tenen en heeft scherpe, intrekbare klauwen. Voor- en achterpoten hebben vier functionele tenen. Het voetzoolkussen van de voorvoet is kort in vergelijking met de breedte en de klauwschedes zijn goed ontwikkeld. De vliezen tussen de tenen helpen om minder ver in de sneeuw weg te zakken. Mannetjes en vrouwtjes hebben een vergelijkbare gemiddelde voetbelasting (verhouding van lichaamsgewicht tot voetoppervlak), maar eerstejaarsdieren hebben een lagere voetbelasting dan volwassenen. De grote poten, lange ledematen en lage voetbelasting bieden waarschijnlijk een voordeel voor het lopen in diepe sneeuw in vergelijking met andere roofdieren die kleinere ledematen en poten hebben. Voetzolen worden in de winter volledig behaard. De katers zijn groter en zwaarder dan de poezen. Poezen hebben twee tepels in de liezen en twee op de buik en katers hebben een klein penisbeen.

### Anatomie

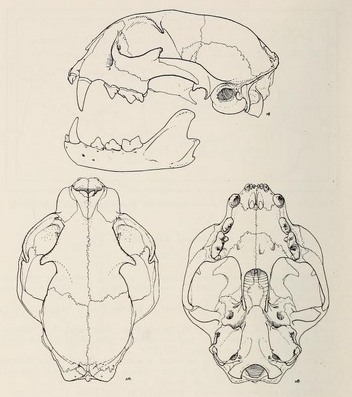
schedel vanuit verschillende perspectieven

De positie en vorm van de hersengroeve, is anders dan bij andere soorten katachtigen. De grote hersenen van de Canadese lynx zijn ronder dan bij de meeste katachtigen en het volume van de hersenen van vier volwassen exemplaren was gemiddeld 70 cm3. De tandformule van de volwassen Canadese lynx is 3.1.2.13.1.2.1 × 2 = 28, dat wil zeggen drie snijtanden, een hoektand, twee valse kiezen en een ware kies in elke helft van de bovenkaak, en diezelfde elementen in de onderkaak. In het melkgebit ontbreken de ware kiezen.

### Ontwikkeling
Pasgeboren kittens van de Canadese lynx zijn roodbruin met strepen en vlekken, hebben gesloten ogen, geen tanden, slecht ontwikkelde oorpluimen en naar voren gevouwen oren, maar de vacht is goed ontwikkeld met zowel dek- en onderhaar. De vacht van pasgeboren kittens heeft langsstrepen die duidelijker zichtbaar zijn op de rug dan op de flanken, met donkere horizontale strepen op de voorpoten. De ogen gaan open na 10 dagen. Pasgeborenen wegen ongeveer 200 g en zijn omstreeks 16 cm lang. Kittens komen 5-8 kg aan tijdens de eerste 300 dagen van hun leven. De Canadese lynx baart en brengt jongen vaak groot in verschillende holen. Vrouwtjes gebruiken holen vanaf de geboorte totdat de kittens 6-8 weken oud zijn en blijven gedurende die tijd dichterbij. Kittens blijven de eerste 7 dagen na de bevalling meestal dicht bij hun hol en beginnen hun moeder geleidelijk verder weg te volgen totdat ze ongeveer 50 dagen na de bevalling hun moeder overal volgen. Ze kunnen zelfstandig jagen in de lente na hun geboorte. De Canadese lynx bereikt zijn volwassen grootte tijdens zijn tweede levensjaar. Het voedselaanbod tijdens de eerste twee jaar bepaalt de grootte van het volwassen dier. Seksuele volwassenheid wordt eerder bereikt tijdens hoge dichtheden van de Amerikaanse haas. Poezen kunnen tijdens hun eerste jaar zwanger worden als ze ongeveer 9–10 maanden oud zijn, maar bevallen meestal niet voor hun tweede levensjaar. ook katers planten zich over het algemeen niet voor hun tweede jaar en de spermaproductie is verminderd tijdens de zomer en de herfst.

### Chromosomen
De Canadese lynx heeft 38 paar homologe chromosomen (2n=76), hetzelfde aantal als de huiskat.

### Verschillen met de rode lynx

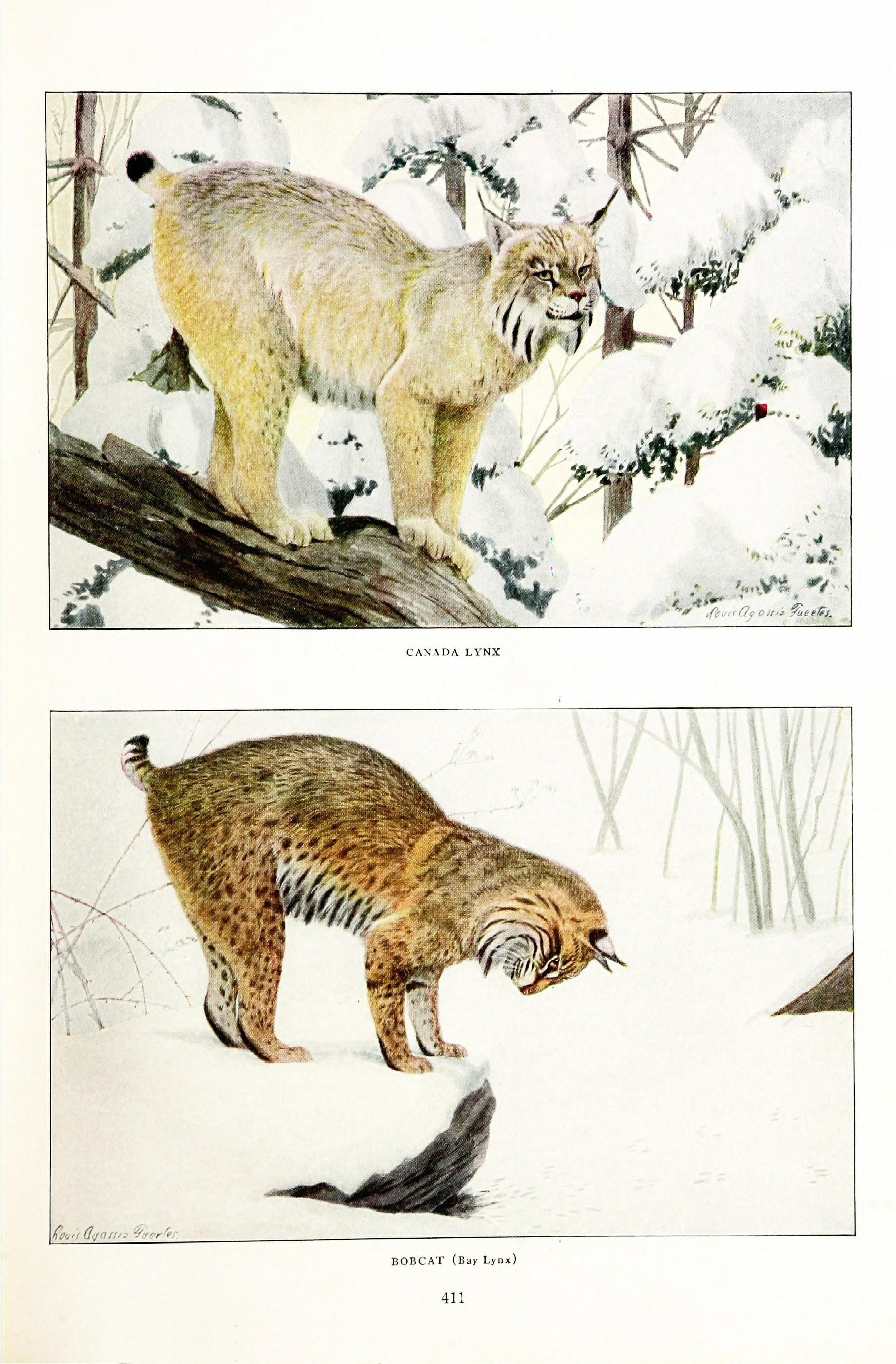
vergelijking Canadese lynx (boven) en rode lynx (onder), aquarel van Louis Agassiz Fuertes uit The larger North American mammals (1916) van Edward William Nelson

De Canadese lynx kan worden onderscheiden van de rode lynx door zijn gemiddeld iets grotere formaat (kop-romplengte 76-107 cm versus 65-105 cm bij de rode lynx), zijn grote, breed uitspreidbare en harige voeten (de voeten van de rode lynx zijn kleiner, minder dan 30 cm2, en de eeltkussentjes zijn kaal), hebben langere poten (schouderhoogte meer dan 46 cm versus minder dan 45 cm bij de rode lynx), langere oorpluimen (meer dan 2,5 cm versus minder dan 2,5 cm bij de rode lynx), kortere staart (minder dan half zo lang als de achterpoot versus meer dan half zo lang bij de rode lynx) en de vlekken op de vacht van de buik zijn veel vager afgetekend. Gemiddeld is de Canadese lynx zwaarder, mannetjes wegen zo'n 10 kg en vrouwtjes ongeveer 8,5 kg. Katers van de rode lynx wegen gemiddeld 9,6 kg, terwijl de poezen gemiddeld 6,8 kg bereiken, maar in sommige gebieden zijn rode lynxen juist zwaarder dan de Canadese lynxen. De punt van de staart van de Canadese lynx is rondom zwart en die van rode lynx alleen aan de bovenkant. De vacht van de Canadese lynx is meestal grijziger.

## Taxonomie
De Canadese lynx werd voor het eerst beschreven door Robert Kerr in 1792, en kreeg de wetenschappelijke naam Lynx canadensis. Étienne Geoffroy Saint-Hilaire meende dat de Canadese lynx zou moeten worden gerekend tot hetzelfde geslacht als de huiskat en maakte in 1803 de nieuwe combinatie Felis canadensis. In 1824 gaf de Nederlandse zoöloog Coenraad Jacob Temminck de soort de naam Felis borealis, maar die naam was niet meer beschikbaar omdat Carl Peter Thunberg deze naam in 1798 al had gebruikt voor de Euraziatische lynx. De Amerikaanse bioloog Frederick William True beschouwde de Canadese lynx als een ondersoort van de Euraziatische lynx en creëerde zo de naam Lynx borealis canadensis in 1885. In 1897 onderscheidde Outram Bangs een exemplaar afkomstig van Newfoundland en noemde die Lynx subsolanus, terwijl Witmer Stone in 1900 meende dat een exemplaar uit Alaska voldoende afweek om in een eigen ondersoort te worden ondergebracht en creëerde zo Lynx canadensis mollipilosus. In 1901 degradeerde Daniel Giraud Elliot de soort van Bangs tot ondersoort en maakte zo de naam Lynx canadensis subsolanus. Een in 2005 gepubliceerde studie suggereerde dat er drie ondersoorten kunnen worden onderscheiden: L. c. canadensis, L. c. mollipilosus en L. c. subsolanus. Een studie uit 2017 erkende echter geen enkele ondersoort omdat de morfologische en genetische verschillen als te onbeduidend worden beschouwd. De Canadese lynx wordt gerekend tot de orde Carnivora, onderorde Feliformia, familie Felidae, onderfamilie Felinae en geslacht Lynx. Tot het geslacht Lynx worden vier soorten gerekend, naast de Canadese lynx zijn dat de Euraziatische lynx, de pardellynx en de rode lynx of bobcat.

### Naamgeving
Het Middelengelse woord lynx is via het Oudgriekse woord λύγξ (lúnx) afgeleid van het Proto-Indo-Europees, van het gereconstrueerde woord lewk (wat wit, licht of helder betekent), vanwege de gloeiende ogen van het dier en het vermogen om in het donker te zien. Het dier wordt in het Engels meestal Canada lynx genoemd, of soms lynx cat, maar in Yukon Territory en het binnenland van Alaska staat het dier ook wel bekend als lucivee, lynx, wildcat of link, in het Frans lynx du Canada of loup-cervier, en pishu in de taal van de Cree indianen.

### Verwantschap
Onderzoek aan de overeenkomsten van het DNA heeft de verwantschap tussen de katachtigen verduidelijkt en tussen de verschillende lynxsoorten. De onderstaande figuren zijn een weergave van de huidige inzichten in de verwantschappen van de lynxen met andere carnivorenfamilies en van de lynxsoorten onderling. De rode lynx wijkt genetisch het meest af van de overige soorten. De pardellynx en de Euraziatische lynx, zijn het nauwst aan elkaar verwant. Cheeta, poema en jaguarundi zijn nauw aan elkaar verwant, net als de manoel, de tijgerkatten en de echte katten. Deze twee groepen zijn meer aan elkaar verwant dan aan de lynxen. Alle andere katachtigen zijn minder verwant aan deze drie groepen.
|  | caracal, Afrikaanse goudkat en serval |
|  |                                       |

|  | lynxen |
|  | |
|  | \| \| cheeta, poema en jaguarundi \| \| \| \| \| \| manoel, tijgerkatten (geslacht Prionailurus) en echte katten (geslacht Felis) \| \| \| \| |
|  | |
|  | cheeta, poema en jaguarundi |
|  | |
|  | manoel, tijgerkatten (geslacht Prionailurus) en echte katten (geslacht Felis)                                                                 |
|  | |

|  | cheeta, poema en jaguarundi                                                   |
|  |                                                                               |
|  | manoel, tijgerkatten (geslacht Prionailurus) en echte katten (geslacht Felis) |
|  |                                                                               |

|  | lynxen |
|  | |
|  | \| \| cheeta, poema en jaguarundi \| \| \| \| \| \| manoel, tijgerkatten (geslacht Prionailurus) en echte katten (geslacht Felis) \| \| \| \| |
|  | |
|  | cheeta, poema en jaguarundi |
|  | |
|  | manoel, tijgerkatten (geslacht Prionailurus) en echte katten (geslacht Felis)                                                                 |
|  | |

|  | cheeta, poema en jaguarundi                                                   |
|  |                                                                               |
|  | manoel, tijgerkatten (geslacht Prionailurus) en echte katten (geslacht Felis) |
|  |                                                                               |

|  | caracal, Afrikaanse goudkat en serval |
|  |                                       |

|  | lynxen |
|  | |
|  | \| \| cheeta, poema en jaguarundi \| \| \| \| \| \| manoel, tijgerkatten (geslacht Prionailurus) en echte katten (geslacht Felis) \| \| \| \| |
|  | |
|  | cheeta, poema en jaguarundi |
|  | |
|  | manoel, tijgerkatten (geslacht Prionailurus) en echte katten (geslacht Felis)                                                                 |
|  | |

|  | cheeta, poema en jaguarundi                                                   |
|  |                                                                               |
|  | manoel, tijgerkatten (geslacht Prionailurus) en echte katten (geslacht Felis) |
|  |                                                                               |

|  | lynxen |
|  | |
|  | \| \| cheeta, poema en jaguarundi \| \| \| \| \| \| manoel, tijgerkatten (geslacht Prionailurus) en echte katten (geslacht Felis) \| \| \| \| |
|  | |
|  | cheeta, poema en jaguarundi |
|  | |
|  | manoel, tijgerkatten (geslacht Prionailurus) en echte katten (geslacht Felis)                                                                 |
|  | |

|  | cheeta, poema en jaguarundi                                                   |
|  |                                                                               |
|  | manoel, tijgerkatten (geslacht Prionailurus) en echte katten (geslacht Felis) |
|  |                                                                               |

|  | caracal, Afrikaanse goudkat en serval |
|  |                                       |

|  | lynxen |
|  | |
|  | \| \| cheeta, poema en jaguarundi \| \| \| \| \| \| manoel, tijgerkatten (geslacht Prionailurus) en echte katten (geslacht Felis) \| \| \| \| |
|  | |
|  | cheeta, poema en jaguarundi |
|  | |
|  | manoel, tijgerkatten (geslacht Prionailurus) en echte katten (geslacht Felis)                                                                 |
|  | |

|  | cheeta, poema en jaguarundi                                                   |
|  |                                                                               |
|  | manoel, tijgerkatten (geslacht Prionailurus) en echte katten (geslacht Felis) |
|  |                                                                               |

|  | lynxen |
|  | |
|  | \| \| cheeta, poema en jaguarundi \| \| \| \| \| \| manoel, tijgerkatten (geslacht Prionailurus) en echte katten (geslacht Felis) \| \| \| \| |
|  | |
|  | cheeta, poema en jaguarundi |
|  | |
|  | manoel, tijgerkatten (geslacht Prionailurus) en echte katten (geslacht Felis)                                                                 |
|  | |

|  | cheeta, poema en jaguarundi                                                   |
|  |                                                                               |
|  | manoel, tijgerkatten (geslacht Prionailurus) en echte katten (geslacht Felis) |
|  |                                                                               |

|  | caracal, Afrikaanse goudkat en serval |
|  |                                       |

|  | lynxen |
|  | |
|  | \| \| cheeta, poema en jaguarundi \| \| \| \| \| \| manoel, tijgerkatten (geslacht Prionailurus) en echte katten (geslacht Felis) \| \| \| \| |
|  | |
|  | cheeta, poema en jaguarundi |
|  | |
|  | manoel, tijgerkatten (geslacht Prionailurus) en echte katten (geslacht Felis)                                                                 |
|  | |

|  | cheeta, poema en jaguarundi                                                   |
|  |                                                                               |
|  | manoel, tijgerkatten (geslacht Prionailurus) en echte katten (geslacht Felis) |
|  |                                                                               |

|  | lynxen |
|  | |
|  | \| \| cheeta, poema en jaguarundi \| \| \| \| \| \| manoel, tijgerkatten (geslacht Prionailurus) en echte katten (geslacht Felis) \| \| \| \| |
|  | |
|  | cheeta, poema en jaguarundi |
|  | |
|  | manoel, tijgerkatten (geslacht Prionailurus) en echte katten (geslacht Felis)                                                                 |
|  | |

|  | cheeta, poema en jaguarundi                                                   |
|  |                                                                               |
|  | manoel, tijgerkatten (geslacht Prionailurus) en echte katten (geslacht Felis) |
|  |                                                                               |

|  | caracal, Afrikaanse goudkat en serval |
|  |                                       |

|  | lynxen |
|  | |
|  | \| \| cheeta, poema en jaguarundi \| \| \| \| \| \| manoel, tijgerkatten (geslacht Prionailurus) en echte katten (geslacht Felis) \| \| \| \| |
|  | |
|  | cheeta, poema en jaguarundi |
|  | |
|  | manoel, tijgerkatten (geslacht Prionailurus) en echte katten (geslacht Felis)                                                                 |
|  | |

|  | cheeta, poema en jaguarundi                                                   |
|  |                                                                               |
|  | manoel, tijgerkatten (geslacht Prionailurus) en echte katten (geslacht Felis) |
|  |                                                                               |

|  | lynxen |
|  | |
|  | \| \| cheeta, poema en jaguarundi \| \| \| \| \| \| manoel, tijgerkatten (geslacht Prionailurus) en echte katten (geslacht Felis) \| \| \| \| |
|  | |
|  | cheeta, poema en jaguarundi |
|  | |
|  | manoel, tijgerkatten (geslacht Prionailurus) en echte katten (geslacht Felis)                                                                 |
|  | |

|  | cheeta, poema en jaguarundi                                                   |
|  |                                                                               |
|  | manoel, tijgerkatten (geslacht Prionailurus) en echte katten (geslacht Felis) |
|  |                                                                               |

|  | caracal, Afrikaanse goudkat en serval |
|  |                                       |

|  | lynxen |
|  | |
|  | \| \| cheeta, poema en jaguarundi \| \| \| \| \| \| manoel, tijgerkatten (geslacht Prionailurus) en echte katten (geslacht Felis) \| \| \| \| |
|  | |
|  | cheeta, poema en jaguarundi |
|  | |
|  | manoel, tijgerkatten (geslacht Prionailurus) en echte katten (geslacht Felis)                                                                 |
|  | |

|  | cheeta, poema en jaguarundi                                                   |
|  |                                                                               |
|  | manoel, tijgerkatten (geslacht Prionailurus) en echte katten (geslacht Felis) |
|  |                                                                               |

|  | lynxen |
|  | |
|  | \| \| cheeta, poema en jaguarundi \| \| \| \| \| \| manoel, tijgerkatten (geslacht Prionailurus) en echte katten (geslacht Felis) \| \| \| \| |
|  | |
|  | cheeta, poema en jaguarundi |
|  | |
|  | manoel, tijgerkatten (geslacht Prionailurus) en echte katten (geslacht Felis)                                                                 |
|  | |

|  | cheeta, poema en jaguarundi                                                   |
|  |                                                                               |
|  | manoel, tijgerkatten (geslacht Prionailurus) en echte katten (geslacht Felis) |
|  |                                                                               |

|  | caracal, Afrikaanse goudkat en serval |
|  |                                       |

|  | lynxen |
|  | |
|  | \| \| cheeta, poema en jaguarundi \| \| \| \| \| \| manoel, tijgerkatten (geslacht Prionailurus) en echte katten (geslacht Felis) \| \| \| \| |
|  | |
|  | cheeta, poema en jaguarundi |
|  | |
|  | manoel, tijgerkatten (geslacht Prionailurus) en echte katten (geslacht Felis)                                                                 |
|  | |

|  | cheeta, poema en jaguarundi                                                   |
|  |                                                                               |
|  | manoel, tijgerkatten (geslacht Prionailurus) en echte katten (geslacht Felis) |
|  |                                                                               |

|  | lynxen |
|  | |
|  | \| \| cheeta, poema en jaguarundi \| \| \| \| \| \| manoel, tijgerkatten (geslacht Prionailurus) en echte katten (geslacht Felis) \| \| \| \| |
|  | |
|  | cheeta, poema en jaguarundi |
|  | |
|  | manoel, tijgerkatten (geslacht Prionailurus) en echte katten (geslacht Felis)                                                                 |
|  | |

|  | cheeta, poema en jaguarundi                                                   |
|  |                                                                               |
|  | manoel, tijgerkatten (geslacht Prionailurus) en echte katten (geslacht Felis) |
|  |                                                                               |

|  | caracal, Afrikaanse goudkat en serval |
|  |                                       |

|  | lynxen |
|  | |
|  | \| \| cheeta, poema en jaguarundi \| \| \| \| \| \| manoel, tijgerkatten (geslacht Prionailurus) en echte katten (geslacht Felis) \| \| \| \| |
|  | |
|  | cheeta, poema en jaguarundi |
|  | |
|  | manoel, tijgerkatten (geslacht Prionailurus) en echte katten (geslacht Felis)                                                                 |
|  | |

|  | cheeta, poema en jaguarundi                                                   |
|  |                                                                               |
|  | manoel, tijgerkatten (geslacht Prionailurus) en echte katten (geslacht Felis) |
|  |                                                                               |

|  | lynxen |
|  | |
|  | \| \| cheeta, poema en jaguarundi \| \| \| \| \| \| manoel, tijgerkatten (geslacht Prionailurus) en echte katten (geslacht Felis) \| \| \| \| |
|  | |
|  | cheeta, poema en jaguarundi |
|  | |
|  | manoel, tijgerkatten (geslacht Prionailurus) en echte katten (geslacht Felis)                                                                 |
|  | |

|  | cheeta, poema en jaguarundi                                                   |
|  |                                                                               |
|  | manoel, tijgerkatten (geslacht Prionailurus) en echte katten (geslacht Felis) |
|  |                                                                               |

|  | Canadese lynx                                                     |
|  |                                                                   |
|  | \| \| Euraziatische lynx \| \| \| \| \| \| pardellynx \| \| \| \| |
|  |                                                                   |
|  | Euraziatische lynx                                                |
|  |                                                                   |
|  | pardellynx                                                        |
|  |                                                                   |

|  | Euraziatische lynx |
|  |                    |
|  | pardellynx         |
|  |                    |

|  | Canadese lynx                                                     |
|  |                                                                   |
|  | \| \| Euraziatische lynx \| \| \| \| \| \| pardellynx \| \| \| \| |
|  |                                                                   |
|  | Euraziatische lynx                                                |
|  |                                                                   |
|  | pardellynx                                                        |
|  |                                                                   |

|  | Euraziatische lynx |
|  |                    |
|  | pardellynx         |
|  |                    |

### Fossielen
Een gemeenschappelijke voorouder van de pardelkatten, lynxen, cheeta, poema, jaguarundi, manoel, tijgerkatten en echte katten migreerde 8–8½ miljoen jaar geleden van Azië naar Noord-Amerika over de Beringlandbrug. De lynxen zijn waarschijnlijk bijna 7 miljoen jaar geleden in Noord-Amerika ontstaan. Zo'n 3¼ miljoen jaar geleden splitste de voorouder van de rode lynx zich af en ongeveer 1,6 miljoen jaar splitste de voorouder van de Canadese lynx zich af van de voorouders van de Euraziatische lynx en de pardellynx, die weer is teruggekeerd naar het Euraziatisch continent. Het oudste fossiel dat wordt toegeschreven aan de Canadese lynx dateert uit het Eemien, 115–130 duizend jaar geleden.

## Fysiologie
Het energieverbruik in rust van de Canadese lynx is het hele jaar ongeveer hetzelfde en de lichaamstemperatuur wordt op ongeveer 38,8°C gehouden. Om overtollige warmte kwijt te raken, neemt het aantal ademhalingen per minuut toe van ongeveer twintig bij −20°C tot ongeveer dertig bij 20°C. Mannetjes hebben hogere concentraties afbraakproducten van glucocorticoïden (een groep bijnierschorshormonen) in hun ontlasting aan het begin van het voortplantingsseizoen, terwijl die toename optreedt tegen het einde daarvan bij vrouwtjes. Jaarlingen hebben minder vetweefsel  dan volwassenen. Vrouwtjes hebben minder onderhuids vetweefsel dan mannetjes en jaarlingen hebben minder niervet dan volwassenen omdat ze meer energie hebben gebruikt tijdens de groei. De hoeveelheid onderhuids- en niervet lijkt alleen te worden beïnvloed door de beschikbaarheid van voldoende Amerikaanse hazen tijdens de late winter. Vetreserves nemen over het algemeen af van november tot januari en nemen toe van januari tot februari. Waarnemingen van in gevangenschap levende Canadese lynxen toonden aan dat de reukzin waarschijnlijk slecht ontwikkeld is, maar dat het gehoor en het gezichtsvermogen goed zijn. Beide helften van het onderkaakbeen zijn versmolten, waardoor de Canadese lynx vlees efficiënt in hapklare brokken kan knippen.

## Gedrag

### Communicatie

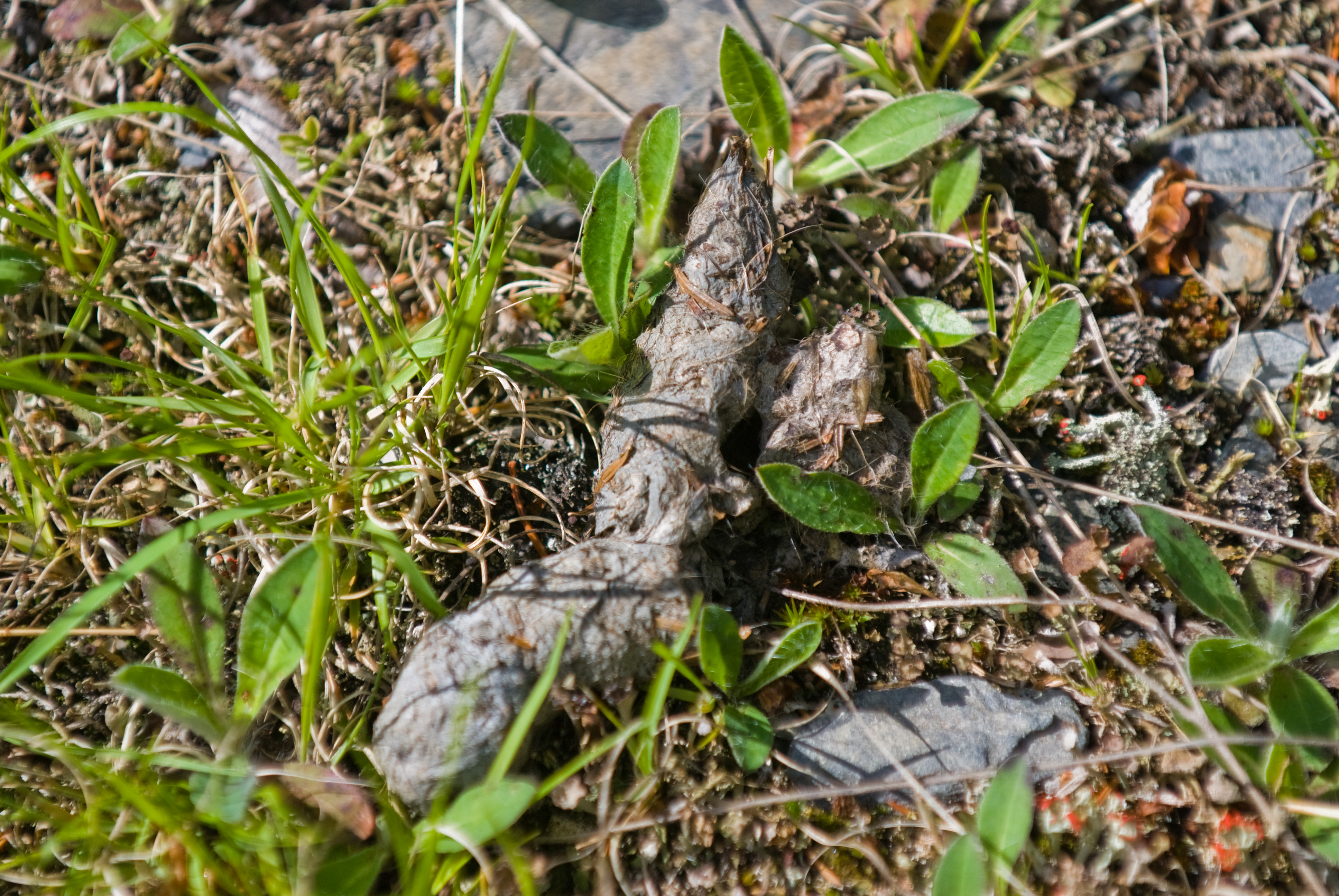
Uitwerpsel van een Canadese lynx

Volwassenen markeren hun leefgebied met uitwerpselen, urine en afscheidingen uit de anaalklieren. Geurvlaggen worden elke 45-90 m gemaakt door urine te sproeien. Kittens begraven hun poep, in tegenstelling tot volwassenen. Canadese lynxen communiceren ook met drie verschillende geluiden: lange jammerende roepen tijdens de paringsperiode (maart-april), waarschuwend gegrom wanneer ze worden gevangen, of 5-10 korte blaffen als ze in familiegroepen zijn.

### Jacht, voedsel en vijanden
Lynxen jagen over het algemeen alleen, behalve moeders en hun kittens. Jagende groepen zijn echter efficiënter in het doden van Amerikaanse hazen en het succes neemt toe met de groepsgrootte. Groepen van 2-5 volwassen individuen komen voor als de dichtheid aan Amerikaanse hazen laag is. Groepen verplaatsen zich meestal in ganzenpas waar prooien schaars zijn en waaieren uit elkaar wanneer ze gebieden met prooi binnengaan. Tijdens de jacht waaieren individuen uit tot 10 m en herenigen zich na het doden van een prooi. De Canadese lynx is een gespecialiseerde jager op Amerikaanse haas, en zijn ecologie, morfologie en gedrag weerspiegelen nauw die van deze prooi. Het sterftecijfer is hoger tijdens de winter, vooral de eerste winter na het ineenstorten van de populatie Amerikaanse hazen en de hongerdood treed vaak op als in zulke jaren de temperatuur onder -35°C zakt. Individuele dieren kunnen twee pieken in de dichtheidscyclus van 10 jaar overleven.

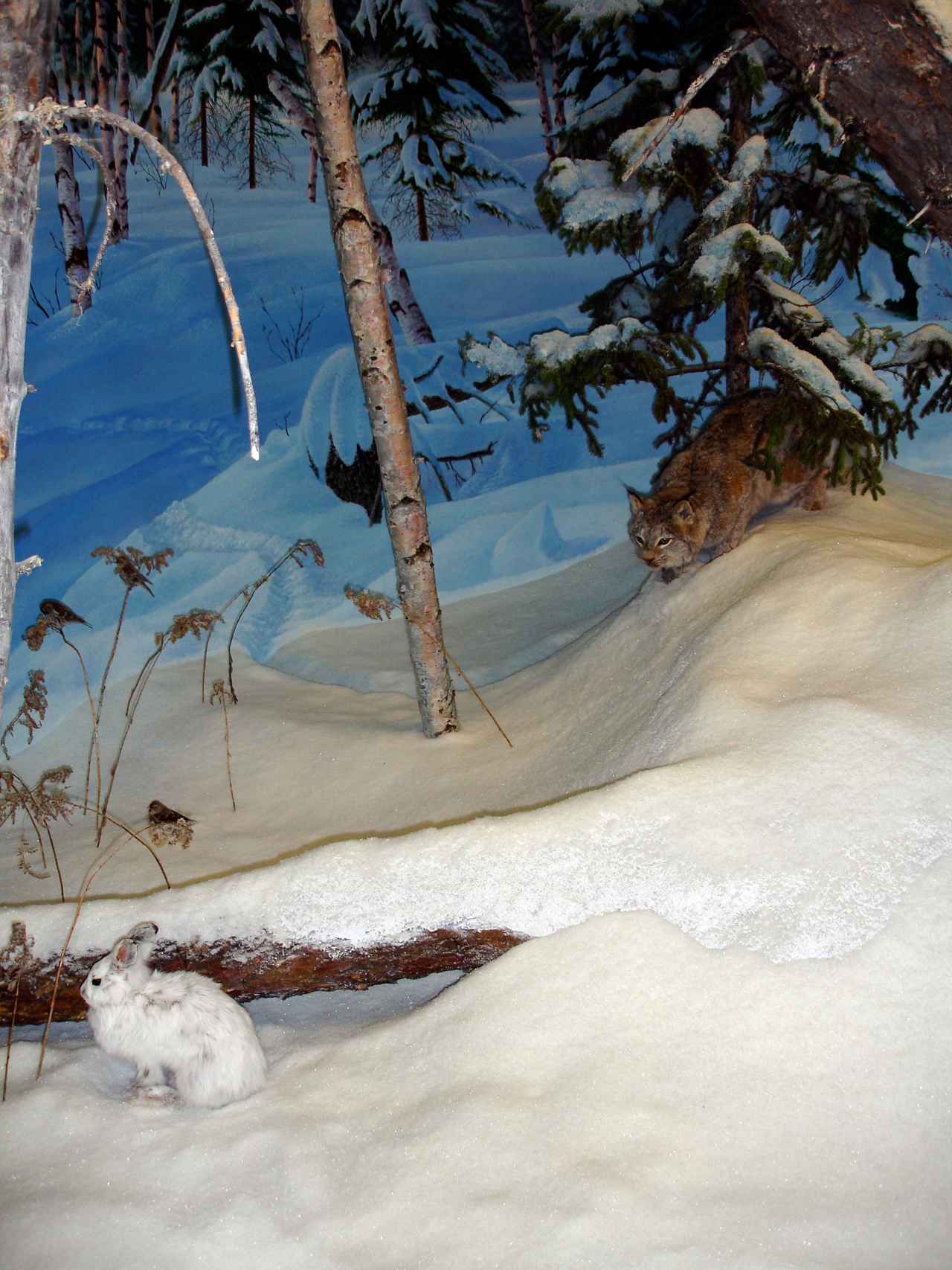
Canadese lynx besluipt een Amerikaanse haas.

De Canadese lynx is een strikte carnivoor en zijn dieet bestaat voor 35% tot 100% uit Amerikaanse hazen. Het dier is in de winter meer afhankelijk van Amerikaanse hazen dan in de zomer en schakelt over op alternatieve prooien als er weinig Amerikaanse hazen zijn of tijdens de zomermaanden in de zuidelijke delen van zijn verspreidingsgebied. De twee belangrijkste alternatieve prooien zijn het kraaghoen en de Amerikaanse rode eekhoorn. Andere prooien zijn de Canadese vliegende eekhoorn, Columbiaanse grondeekhoorn, arctische grondeekhoorn, richardsongrondeekhoorn, hertmuis, graslandhuppelmuis, graslandwoelmuis, rosse woelmuis, muskusrat, Canadese bever, oerzon, Amerikaanse gemaskerde spitsmuis, bossneeuwhoen, blauw sneeuwhoen, stekelstaarthoen, moerassneeuwhoen, patrijs, Amerikaanse wintertaling, wilde eend, Amerikaanse zwarte eend, gouden grondspecht, rode roodstaartgors, en diverse mezensoorten. Af en toe kan het andere carnivoren doden en opeten, zoals de vos, Amerikaanse marter, hermelijn en wezel. Canadese lynxen doden ook huisdieren, zoals katten, koeien, schapen, kippen, geiten, en honden. Hij eet ook insecten en aas. De Canadese lynx heeft elke twee en een halve dag één Amerikaanse haas nodig om voldoende calorieën binnen te krijgen. De voedselbehoefte wordt geschat op 600 g per dag voor volwassenen en 400 g voor jongeren in de winter. De Canadese lynx kan zelf worden gedood door de coyote, veelvraat, wolf, poema en vismarter.

### Voortplanting
De Canadese lynx kan spontaan ovuleren, maar de activiteit van de eierstokken is het grootst tussen februari en april. De paring vindt plaats in maart en april, maar kan bijvoorbeeld in Alberta ook pas in mei plaatsvinden. Paren blijven maar kort bij elkaar en katers helpen niet de kittens groot te brengen. Elk jaar wordt tussen de 30 en 100% van de poezen drachtig. Voortplanting is direct gekoppeld aan het aantal Amerikaanse hazen, met grotere nesten waargenomen in jaren met een hogere dichtheid van Amerikaanse hazen. Meerjarige poezen krijgen grotere nesten en zijn vaker zwanger dan eerstejaars poezen. Poezen kunnen één nest per jaar krijgen, maar tijdens lage dichtheden van Amerikaanse hazen kunnen de intervallen tussen de geboorten 2 jaar zijn. In Yukon Territory planten volwassen vrouwtjes zich elk jaar voort, behalve het tweede en derde jaar na de ineenstorting van de populatie Amerikaanse hazen. Daarentegen planten eerstejaars vrouwtjes zich alleen voort als er heel veel Amerikaanse hazen zijn. De draagtijd duurt 61-70 dagen. De kittens worden eind mei tot begin juni geboren, maar de Canadese lynx kan 6 weken later dan normaal bevallen in jaren met veel Amerikaanse hazen. De worpgrootte varieert van 1 tot 8. Kittens blijven over het algemeen bij hun moeder tot het volgende paringsseizoen. Kittens brengen veel tijd door met spelen en zussen onderhouden een band ook als ze eenmaal volwassen zijn. Nestgenoten kunnen bij elkaar blijven nadat ze hun moeder hebben verlaten, maar vrouwelijke nakomelingen blijven meestal binnen het leefgebied van hun moeder terwijl jonge mannetjes zich verspreiden. Vrouwelijke kittens kunnen zelfs bij hun moeder blijven als die opnieuw is bevallen. Na een ineenstorting van de Amerikaanse hazenpopulatie worden mannelijke en vrouwelijke nakomelingen getolereerd in het leefgebied van de moeder. Er is waargenomen dat kittens zich verspreiden in maart, april, mei, oktober en november. Corpora lutea kunnen meer dan één paarseizoen in tact blijven.

## Ecologie

### Populatiedynamiek
De Canadese lynx is een gespecialiseerde jager op Amerikaanse hazen, en zijn ecologie, morfologie en gedrag zijn goed aangepast aan zijn belangrijkste prooi. De sterfte is hoger tijdens de winter, vooral de eerste winter dat de populatie Amerikaanse hazen is ingestort, en dood door verhongering komt het meest voor als de temperaturen onder de -35°C komt. Een individuele lynx kan echter twee opvolgende populatiecycli van de Amerikaanse haas overleven. In sommige gebieden kan de populatie van de Canadese lynx worden aangetast door een ziekte of worden er minder nakomelingen geboren in reactie op een klein voedselaanbod. De populatie Amerikaanse hazen heeft een cyclus van 9-11 jaar en de ineenstorting treedt het eerst op midden op het continent in Saskatchewan en Manitoba, na een jaar gevolgd door Brits-Columbia en Alberta aan de westkust en na twee jaar in Ontario and Quebec aan de oostkust. Schommelingen in de populatie van de Canadese lynx weerspiegelen voornamelijk schommelingen in de dichtheid van Amerikaanse hazen van de voorgaande 2 jaar. In het noorden van het verspreidingsgebied is de populatiedichtheid van de Canadese lynx ongeveer 10 keer zo groot tijdens de piek van de cyclus vergeleken met het dieptepunt. Herstel van de populatie van de Canadese lynx hangt af van het aantal Canadese lynxen dat de jaren van schaarste heeft overleeft. De cyclus bij de Canadese lynx is meer uitgesproken in noordelijke omgevingen, maar is nog steeds duidelijk in het zuidelijke deel van zijn verspreiding, waarschijnlijk als gevolg van de migratie van individuen uit het noorden. De omvang van de populaties van de Canadese lynx in het zuiden schommelt minder sterk omdat de populatie Amerikaanse hazen stabieler is dan in het noorden, en de Canadese lynx er bovendien meer andere prooien kan vangen.

## Interactie met de mens
Aanrijdingen met voertuigen kunnen een belangrijke doodsoorzaak zijn en vormen een belangrijke factor bij het mislukken van herintroductieprojecten. De Canadese lynx kan gemakkelijk gevangen worden in een val, vooral de mannetjes, in het bijzonder in periodes waarin de dichtheid van de Amerikaanse hazenpopulatie laag is. Het aantal dieren dat sterft in een val, is groter als er meer lynxen rondlopen.

## Verspreiding, populatieomvang en bescherming
De Canadese lynx komt voor in de boreale bossen van het grootste deel van Canada en in de noordelijke delen van de Verenigde Staten. In het noorden wordt de verspreiding beperkt door de rand van de taiga, terwijl in het zuiden weinig sneeuw en concurrentie met de rode lynx en de coyote de grens bepalen. De noordelijke grens van zijn verspreidingsgebied is de afgelopen twee eeuwen niet significant veranderd, maar de zuidelijke grens is naar het noorden verlegd in de Great Plains, Ontario en Quebec. In Canada is de soort afwezig aan de Canadese westkust, in de zuidelijke prairie, op Prince Edward Island en het vasteland van Nova Scotia. De soort is in historische tijden uitgestorven op het vasteland van Nova Scotia en Prince Edward Island. In de Verenigde Staten werd het dier halverwege de 19e eeuw nog aangetroffen in 24 staten tot Utah in het zuiden. Momenteel komt de Canadese lynx alleen voor in sommige zuidelijke uitlopers van de naaldbossen in het noorden van Maine, het noorden van Minnesota, het westen van Colorado, noordelijk Montana, noordelijk Idaho, noord-centraal Washington en noord-centraal Oregon. Zwervende dieren zijn waargenomen in Nebraska, Vermont en New Hampshire. Behalve in Alaska, waar de soort overvloedig voorkomt, zijn de grootste populaties in de Verenigde Staten te vinden in Maine en Montana.